# Samsung Galaxy S20
Galaxy S20はSamsung Electronicsが設計・開発・製造・発表・発売したスマートフォンである。Galaxy S10シリーズの後継モデルとして、2020年2月11日（現地時間）にアメリカ・サンフランシスコで開催された「Galaxy UNPACKED 2020」にてGalaxy Z Flipなどとともに発表された。製品群の中でも S20 Ultra は、5G時代の最高機種として、1億800万の画素数を持つカメラを搭載し、数値上は発売当時の全てのスマートフォンを超えるだけでなく、デジタル一眼レフカメラも超える仕様を誇っていた。S20は後の数世代のSシリーズの原型となっており、基本的な構成は大きく変わっていない。グローバル発売は2020年3月6日である。

## 仕様

### ディスプレイ
エッジのある有機ELディスプレイで、HDR10+、120Hzのリフレッシュレートに対応した「Dynamic AMOLED 2X」を全モデルで搭載する。ピーク時の画面輝度は、1342ニトで、解像度は3200×1440。画面はGorilla Glass 6で覆われ、パンチホールカメラが搭載された「Infinity-O Display」となっている。色を変えずにブルーライトをカットするEye Comfort Displayは、通常より42%カットするGalaxy S10よりさらに18%カット性能が高くなっている。指紋認証スキャナーは画面下に配置され、画面上で指が触れることでロックを解除する。

### デザイン
デザインテーマは「Upon the Horizon of Innovation」。ディスプレイはパンチホールカメラを搭載し、極限まで全画面に近づけた「Infinity-O Display」を搭載している。アウトカメラは端末背面左上にスクエアパンプを設け搭載している。
カラーバリエーションは、シックなコズミックブラックとコズミックグレー、明るく淡いクラウドブルーとクラウドピンクを基本ラインナップとし、国によってはその他の限定カラーも販売する。カラーバリエーションについては、#カラーバリエーションも参照。
Galaxy S8｜S8+から搭載されていたBixby専用キーはGalaxy Note10シリーズに続いて廃止されている。

### カメラ

#### 基本構成
S20は、広角・超広角・望遠のトリプルカメラ構成。S20+はそれに深度測位用カメラを加えたクアッドカメラ構成。S20 Ultraは画素数の異なるクアッドカメラ構成。
- Galaxy S20
  - 広角 - 26mm, f/1.8, 12MP, 1/1.76"センサー, 1.8μmピッチ
  - 超広角 - 13mm, f/2.2, 12MP, 1/2.55”センサー, 1.4μmピッチ
  - 望遠 - ?mm, f/2.0, 64MP, 1/1.72"センサー, 0.8μmピッチ

- Galaxy S20+
  - 広角 - 26mm, f/1.8, 12MP, 1/1.76"センサー, 1.8μmピッチ
  - 超広角 - 13mm, f/2.2, 12MP, 1/2.55”センサー, 1.4μmピッチ
  - 望遠 - ?mm, f/2.0, 64MP, 1/1.72"センサー, 0.8μmピッチ
  - 深度測位(ToF) - 0.3MP

- Galaxy S20 Ultra
  - 広角 - 26mm, f/1.8, 108MP, 1/1.33"センサー, 0.8μmピッチ
  - 超広角 - 13mm, f/2.2, 12MP, 1/2.55”センサー, 1.4μmピッチ
  - 望遠 - 103mm, f/3.5, 48MP, 1/2.0"センサー, 0.8μmピッチ
  - 深度測位(ToF) - 0.3MP

#### カメラ概要
「Space Zoom」として、S20とS20+は3倍ハイブリッド光学ズーム・30倍超解像デジタルズームに対応。S20 Ultraは10倍ハイブリッド光学ズーム・100倍超解像デジタルズームに対応する。また、8Kビデオ撮影に全モデルで対応している。ビデオ内から33MPのスチール写真を取り出すことも可能。ワンタップで複数の動画や画像、GIF画像を撮影する「Single Take」機能を新しく搭載する。Super Steady（光学式手ブレ補正）とナイトモードは、より強化されている。シーン判別機能、ショット提案機能、ライブフォーカス（背景ボケ）機能、プロモード、スーパースローモーション、ハイパーラプス、ズームインマイク機能、Bixby Vision、パノラマモード、Instagramモード、AR Doodle、AR Emoji、3Dスキャナー機能なども引き続き搭載。その他、Android 9 Pie・One UIで廃止となったビデオのプロモードが復活し、ビデオ撮影時に細かい調整を施せるようになった。F値切り替え機構（デュアルアパチャー）はナイトモードの強化により、今回は搭載されていない。その他、新たに4K UHD動画を撮影中にアウトカメラとインカメラの切り替えが可能になった。ギャラリーアプリでは、検索機能の強化や写真を探しやすくするクリーンビュー機能、自分でフィルターをつくって好きな画像に反映させることができるカスタムフィルター（マイフィルター）機能、お気に入りの画像や動画からビデオクリップを作成するハイライトリール機能、シミや細かい汚れを消せるSpot Fixer機能などが搭載されるなど、各方面で機能追加・強化が行われた。S20 Ultraのカメラはプロ用カメラと同等というわけではなく、レンズ等の光学系の精度やイメージセンサーのサイズは圧倒的に劣る他、本体への過負荷を避けるためか、静止画の108MP撮影の際にはRAW画像が残せず、動画の4K60fps撮影の際にはHDRや10bit色深度が無効化されるという制約がある。また、108MP撮影では膨大な画素数と比べてイメージセンサーのサイズが小さい上に、エンコード時の圧縮率が高めであるため、細部の描写が甘くなり画素数の多さが活かしきれていない傾向にある。S20 Ultraのカメラはあくまでスマートフォンの枠の中で見た場合に高性能というだけであって、総合的な描画力で言えば本格的な一眼レフカメラとは比べられる物ではない（例えば、S20 Ultraに対して画素数で劣っていても、イメージセンサーのサイズが大きい一眼レフの方が高画質な場合が多い）。

### 音響・レコーディング
スピーカーは、Dolby DigitalとDolby Digital Plusを含むDolby Atmosに対応し、ハーマン・インターナショナルの音響ブランド「AKG」がチューニングしたステレオスピーカーを搭載する。付属する有線イヤホンもAKGのチューニング。3.5mmイヤホンジャックは、Sシリーズのフラグシップモデルとしては初めて非搭載。レコーディングマイクはHigh AOP Micによってノイズが抑えられている。

### データ通信
全モデルが標準で第5世代移動通信システム（5G）に対応している。S20はSub6のみ、S20+とS20 UltraはSub6とミリ波の両方に対応。（米キャリアのVerizon向けのみに納入されるGalaxy S20 5G UWはミリ波にも対応。）また、5Gが開始していない又は開始する予定が立っていない国と地域に対してのみ展開するLTEモデルも存在する。

### セキュリティ

#### Knox
端末は「カーネルの定期的な監視により、常に脅威となるリクエストをブロックする」・「ロック解除が行われていない状態ではデータが暗号化され復元できない」などの機能を備えるセキュリティシステム「Knox」によって保護される。ロック解除は、超音波式画面内蔵型指紋認証、顔認証、パスワード、PIN、パターンに対応する。

#### S3K250AF
新たに、セキュリティチップ「S3K250AF」を搭載する。このチップには生体認証データやPINコード、パスワード、暗号通貨の証明データなど極めて重要なデータが格納される。このチップはプロセッサとは完全に分離され、隔離したデータストレージでプライベートなデータを保護することができるとされている。その他、コンポーネントを操作する攻撃（物理的攻撃）・ハードウェアエラーを引き起こす攻撃（フォールト攻撃）・熱と電磁放射を分析する攻撃（サイドチャネル攻撃）などの攻撃者がスマートフォン本体を手にしたときに可能となるハードウェア攻撃に対しても、無効な電圧・温度の検出や高度な暗号化などによってデータの取り出しやロック解除エラーカウンターの意図しないリセットなどをブロックする。Strongbox Keymasterにも対応し、これらの機能がサードパーティアプリケーションにも適用される。また、このチップは、モバイルデバイス向けのセキュリティ基準「Common Criteria Evaluation Assurance Level (CC EAL) 5+」を達成している。

### バッテリーと充電・給電
バッテリー容量はS20が4000mAh、S20+が4500mAh、S20 Ultraが5000mAhとなっている。人工知能がバッテリーの使用時間や使用状況を分析し、バッテリーを最適化する「インテリジェントバッテリー」も引き続き搭載する。ワイヤレス充電は、Qiに対応。ワイヤレス充電はFast Wireless Charging 2.0によって、有線充電はUSB Power Delivery 3.0 PPSに対応したSuper Fast Chargingによって高速化されている。なお、USB-IFから急速充電認証を正式に取得したのは世界初。その他、他のQi(ワイヤレス充電)に対応したスマートフォンやスマートウォッチ、ワイヤレスイヤホンなどに給電できるワイヤレスパワーシェア機能も引き続き搭載する。

### 拡張現実
カメラを使って空間に絵が描けるAR Doodle、自らやディズニーキャラクターなどをアバターとして使用できるAR Emoji、物をスキャンしデータ化したり、AR空間で利用できる3Dスキャナーなどの拡張現実（AR）機能がある。これらは、今回から「ARゾーン」というアプリケーションにまとめられている。

### ストレージとメモリ、冷却システム
内部ストレージは最低128GB、最大で512GBとなる。最大1TBまでのmicroSDカードに対応している。RAMは最低8GB、最大16GB。冷却システムは、ベイパーチャンバー冷却システムを搭載。

### ソフトウェア、UI・UX
オペレーティングシステム（OS）は、Android 10・One UI 2.1となっている。近くにいる人とファイルをやり取りできる「Quick Share」を新しく搭載する。最大同時共有人数は5人。UI上のアニメーションや触覚フィードバックもさらに直感的になるよう改善されている。毎年制作されるメイン着信音「Over the Horizon」は2020年版の「Digital Wellbeing」テーマを収録。着信音、通知、およびシステムサウンドに適用されるサウンドテーマはGalaxy、Calm、Retro、Funの4つから選択可能でそれぞれにテーマに沿った楽曲やサウンドが複数収録されている。その他、Android 10の新機能としてリリースされ、英語圏のGoogle Pixelシリーズで利用可能となっていた高精度リアルタイム字幕機能「ライブキャプション」がPixel以外のシリーズで初めて利用できるようになった。

### その他
防水防塵は、IP68に対応。パソコンとの接続機能「DeX」も引き続き搭載。SoCは、グローバルモデルではExynos 990、アメリカ・カナダ・中国・日本・ラテンアメリカ・韓国向けモデルはSnapdragon 865。それぞれ発売時点最上位のモデムが採用されている。その他、Galaxyのフラグシップシリーズでは伝統的となっていた心拍数センサーは、Galaxy Note10シリーズに続いて廃止となった。

## カラーバリエーション
- グローバルカラー
グローバル発表時に発表された、全世界市場向けカラー。
- 販売国限定カラー
グローバル発表時に発表された、一部の国と地域向けカラー。
- グローバル追加カラー
多くの市場向けに、追加で発表されたカラー。
- 地域限定追加カラー
一部の国と地域向けに追加が発表されたカラー。

| カラー | カラー名                      | 販売状況             | 販売地域 | S20 | S20+ | S20 Ultra | 日本発売                                    |
|        | コズミックブラック            | グローバルカラー     | 全世界 | ☓   | ○    | ○         | ○ auのみ S20 Ultra                          |
|        | コズミックグレー              | グローバルカラー     | 全世界 | ○   | ○    | ○         | ○ ドコモ、au S20｜S20+                      |
|        | クラウドブルー                | グローバルカラー     | 全世界 | ○   | ○    | ☓         | ○ ドコモ、au ドコモはS20のみ、auはS20｜S20+ |
|        | クラウドピンク                | グローバルカラー     | 全世界 | ○   | ☓    | ☓         | ☓                                           |
|        | クラウドホワイト              | グローバル追加カラー | 韓国、日本、中国、ドイツ、 スペイン、ベトナム、ハンガリー、 インド、フランスなど （モデルにより異なる）         | ○   | ○    | ○         | ○ ドコモ、au S20のみ                        |
|        | オーラレッド (ジェニーレッド) | 販売国限定カラー     | ヨーロッパの一部国と地域 中国本土、マレーシア、ハンガリー (S20+のみ)                                            | ○   | ○    | ☓         | ☓                                           |
|        | オーラレッド (ジェニーレッド) | 地域限定追加カラー   | 韓国 (KT限定)                                                                                                   | ☓   | ○    | ☓         | ☓                                           |
|        | オーラブルー                  | 地域限定追加カラー   | アメリカ (Best Buy限定) 韓国 (SK Telecom限定) オランダ (オリジナルブランド、T-Mobileオランダ、Tele2) ハンガリー | ☓   | ○    | ☓         | ☓                                           |

| カラー | カラー名       | 販売状況 | 展開地域 | 日本発売 |
|        | マットゴールド | Olympic Games Athlete Editionはアスリート向け配布のみ、Olympic Games Editionはドコモが発売予定だった。なお、両モデルの仕様はほぼ同じ。 | 日本     | ○→☓ ドコモがOlympic Games Editionを 発売予定だったが、新型コロナウイルスの流行の影響で 2020年東京オリンピック・2020年東京パラリンピックが 1年延期になったことを受け、発売を中止。 |

| カラー | カラー名 | 販売状況 | 展開地域 | 日本発売 |
|        | Purple   | 2020年6月15日にBuds+やワイヤレスチャージャーの 特別エディションとともに正式発表。 その後、アジアやヨーロッパの各地域で順次発売。 | 韓国、フィリピン、 フランス、ドイツ、 マレーシア、ロシア、 イギリス、シンガポール、 スペイン、UAE、 インド、ベトナム、 アメリカ、日本など | ○ 日本では、au独占でGalaxy S20+ 5G BTS Editionを取り扱う。また、Galaxy Buds+ BTS Editionは特別仕様のワイヤレスチャージャー付きでBTS JAPAN OFFICIAL FANCLUB会員にのみオンラインショップで販売。 |

- ジェニーレッド（Jennie Red）は、携帯電話キャリアのKTがBLACKPINKとのコラボレーションモデルとしてプロモーションを行っているが、色はヨーロッパで販売しているオーラレッド（Aura Red）と同じ。
- Galaxy S20 Ultraのクラウドホワイトが展開される一部の国（ベトナムなど）では、Galaxy S20 Ultra Limited Edition Whiteという名称が使われていることがあり、ハーマン・インターナショナルの音響ブランドHarman/Kardonのスピーカー「Aura Studio 3」のプレゼントキャンペーンが行われた。

## グローバル展開

### 発売状況
先行発売国では2020年2月27日に発売。
アメリカ・カナダ・シンガポール・
ベトナムなど20カ国以上では、グローバル発売日の2020年3月6日に発売。この日に先行発売国でも本格販売を開始。3月中に130以上に発売国・地域を順次拡大。ほとんどの国とキャリアはGalaxy S20｜S20+｜S20 Ultraの3モデルすべてを扱う。

### モデル展開

#### 通常モデル
Galaxy S10シリーズやGalaxy Note10シリーズのような大きな差別化は行われていないが、Galaxy S20シリーズには全モデルに5G対応モデルとLTEモデルが存在している。そのため、多くの国ではGalaxy S20 5G｜Galaxy S20+ 5G｜Galaxy S20 Ultra 5Gを展開するが、その他の地域（ベトナムなど）では、Galaxy S20 LTE｜Galaxy S20+ LTE｜Galaxy S20 Ultra LTEとして展開されている。

#### 特別モデル
Galaxy S20+ 5G Olympic Games Editionは日本のNTTドコモから限定発売予定だったが、新型コロナウイルスの流行による影響で2020年東京オリンピック・2020年東京パラリンピックが2021年に延期になったことを受け、発売中止が発表された。
Galaxy S20+ BTS Editionはアイドルグループ「BTS」とのコラボレーションモデル。2020年6月16日にGalaxy Buds+ BTS Editionなどとともにグローバル発表され、多くの国で展開されている。5G対応モデル（Sub6、ミリ波）とLTEモデルがあり、日本においては5GモデルがKDDI（au、沖縄セルラー電話）限定で2020年9月上旬から発売、2020年7月16日から予約を開始することが2020年7月15日に発表された。なお、2020年7月15日からは渋谷区のGalaxy Harajukuの1Fと2FにおいてBTS特設コーナーが設けられ、コラボレーションモデルに触れることができる。

### カラーバリエーション
カラーバリエーションは国と地域、携帯電話キャリアによって異なる。#カラーバリエーションも参照。

## 日本における展開

### モデル展開
日本においてはドコモとKDDI（各au・沖縄セルラー電話）が、5G対応スマートフォンとしてGalaxy S20｜S20+を投入する。楽天モバイルは未発表。最上位モデルのGalaxy S20 Ultraは、KDDI（各au・沖縄セルラー電話）が独占的に販売する。Galaxy S20 Ultraについては、2020年6月25日に日本発売発表を記念した「Galaxy S20 Ultra 5G 特別製品発表会」がオンラインで開催された。Galaxy Harajukuから生中継され、担当者の牧拓未やGalaxy Harajukuクルー、YouTuberのワタナベカズマサが参加した。

### キャンペーン
- (予約)・購入・ウェブ応募でGalaxy Buds+がもらえるキャンペーンを実施。（S20｜S20+、ドコモ・au）
- ドコモオンラインショップ限定で、Galaxy S20 5Gの購入者を対象にフィットネスバンド「Galaxy Fit e」をプレゼントするキャンペーンを実施。キャンペーン対象購入期間は、6月1日から7月31日23時59分の購入完了分まで。（S20、ドコモ）
- キャンペーン期間中にGalaxy S20 Ultra 5Gをau取扱店やauオンラインショップで購入した先着1000名にColeman製のBluetoothリモコン付きセルフィースタンドをプレゼントするキャンペーンを実施。（S20 Ultra、au）

### 販売状況
Galaxy S20はドコモ、auの5Gサービス開始日である2020年3月25日、2020年3月26日にそれぞれ発売された。発売にあたっては、東京スカイツリータウンなどで5G体験スポットを用意した。
Galaxy S20+はauが2020年6月4日、ドコモが2020年6月18日に発売した。
Galaxy S20 Ultraはauが2020年7月3日に発売した。
Galaxy S20+ 5G BTS Editionはauが2020年9月上旬に発売する。

### 東京2020オリンピック・パラリンピック関連展開

#### Galaxy S20+ 5G Olympic Games Athlete Edition
2020年東京オリンピック特別モデル「Galaxy S20+ 5G Olympic Games Athlete Edition」が関係者やアスリート向けに配布される見込み。開催延期を受け、実施の可否は不明。

#### Galaxy S20+ 5G Olympic Games Edition
「Galaxy S20+ 5G Olympic Games Athlete Edition」とほぼ同仕様。2020年6月以降にNTTドコモから発売予定であったが、2020年東京オリンピック・2020年東京パラリンピックが新型コロナウイルスの影響によって2021年に延期になったことを受け、2020年4月22日に発売中止を発表。すでに購入予約をしている人には、4月27日から順次ドコモから電話で発売中止の旨が連絡される。28日には、予約時に登録した携帯電話番号宛にSMS（ショートメッセージ）も送付し、周知を図る。また、すでに予約していた人が代替端末として「Galaxy S20 SC-51A」を購入する場合は、特典が付与される予定となっており、内容については、先述の電話連絡の際に案内される。